# Julio Hernández
Julio César Hernández (6 de octubre de 1951) es un exfutbolista venezolano. Es centrocampista aunque por un tiempo durante su carrera jugó como delantero.

## Carrera

### Selección nacional
Integró la nómina oficial de la selección de fútbol de Venezuela que se definió para la Copa América 1979. En este certamen sudamericano tuvo su debut en los compromisos de ida ante las escuadras de Colombia y Chile, estando de suplente en los dos partidos siguientes.
Luego de la competencia, en 1980 fue convocado para un amistoso frente a Colombia en Caracas. Al año siguiente jugó dos partidos contra las Antillas Neerlandesas, marcando un gol en cada uno de esos encuentros. Ese mismo año estuvo en el compromiso inaugural de la clasificación de Conmebol para la Copa Mundial de Fútbol de 1982. Fue con este partido que tuvo su última participación con el combinado vinotinto, habiendo vestido la camiseta seis veces en total.